# La Mare Coratge i els seus fills
La Mare Coratge i els seus fills (Mutter Courage und ihre Kinder) és una peça teatral fonamental en el teatre de Bertolt Brecht amb música addicional de Paul Dessau per a la versió berlinesa de 1949.
Després de fugir de l'Alemanya nazi el 1933, Brecht va escriure l'obra en cinc setmanes durant el seu exili a l'illa de Lidingö a Suècia el 1939, previ a la seva fugida a Finlàndia i Estats Units via Rússia. L'obra va ser estrenada a Zúric el 1941, encarnada per Therese Giehse. Brecht la va revisar, produir i dirigir el 1949 per al Berliner Ensemble que ell mateix havia creat amb Helene Weigel, la seva segona esposa. També va protagonitzar el paper en la pel·lícula del mateix nom el 1961 dirigida per Peter Palitzsch.
L'obra és mundialment reconeguda com un dels majors assoliments de Brecht i del teatre alemany, ha estat portada a escena arreu del món. El 1976 va ser traduïda al català una primera vegada per Jordi Voltas i una segona vegada per Feliu Formosa el 2001. A Catalunya destaquen les realitzacions de Barcelona, Figueres i el 2014 a Vilassar de Dalt amb música d'Aleix Vives Llimona.
Ha estat interpretada per destacades actrius de cinema i teatre, entre elles, per Gisela May, Ursula von Reibnitz (1964, Köln), Elisabeth Orth, Simone Signoret, Judy Winter, Dorothea Neff (Viena, 1963), Angela Winkler, Hanna Schygulla, Maria Bill (Viena), Joan Littlewoods (Londres, 1956), Glenda Jackson, Judi Dench (1984), Liv Ullmann (Oslo), Maddalena Crippa (Milà) i a Nova York per Meryl Streep (2005).

## Argument
El personatge central està extret d'un conte picaresc de Grimmelshausen del segle xvii. Se situa en la Guerra dels 30 anys i Mare Coratge és una astuta venedora ambulant que, per a sobreviure, esquiva hàbilment les diferències entre catòlics i protestants seguint amb el seu carro l'exèrcit suec traient partit de la guerra i del dolor humà. Obté beneficis, però el preu que ha de pagar són els seus tres fills. Brecht va convertir «la guerra en protagonista de l'obra, és el motor que mou tots els personatges: tots viuen a costa dels seus efectes i tots seran engolits per la guerra.» És un profund al·legat antibèl·lic on Anna Fierling, àlies Mare Coratge —mítica figura del cost de la guerra— acaba sola amb el seu destrossat carro. És una de les nou peces teatrals amb les quals Brecht va tractar de contrarestar l'ascensió del feixisme i del nazisme i una directa al·lusió a la invasió de Polònia per Hitler el 1939.

### Personatges
- La Mare Coratge
- Kattrin, la filla muda
- Eilif, el fill gran
- Gruyère, el fill petit
- El reclutador
- El sergent
- El cuiner
- El capità
- El capellà militar
- El mestre armer
- Yvette Pottier
- L'home enbenat
- Un altre sergent
- El vell coronel
- L'escrivent
- El soldat jove
- El soldat més gran
- El pagès
- La dona del pagès
- El jove
- La vella
- Un altres pagès
- Una altra pagesa
- El pagès jove
- L'alferes
- Soldats
- Veu